# Gentile da Montefeltro
Gentile da Montefeltro (Urbino, 1458 – 1529) è stata una nobildonna italiana.

## Biografia
Era figlia naturale legittimata di Federico da Montefeltro, duca di Urbino - sua madre fu, forse, una tale Lucrezia, ebrea.
A soli sei anni, il 24 agosto 1464, fu sposata per procura a Girolamo, figlio di Carlo Malatesta di Sogliano conte di Chiaruggiolo, che morì poco dopo.
Il 31 ottobre 1476 sposò in seconde nozze Agostino Fregoso, portando in dote la contea di Sant'Agata, che resse personalmente dal 1522 al 1529.
Il 3 dicembre 1521 fu inoltre insignita della signoria di Peyrolles-en-Provence, congiuntamente alla figlia Caterina, da re Francesco I di Francia.

## Discendenza
Gentile e Agostino ebbero otto figli:
- Ottaviano (1477-1524), 44º doge della Repubblica di Genova
- Federigo (1480-1541), cardinale
- Simonetto (?-ca. 1536)
- Battistina/Bettina (?-1516), sposò nel 1499 Onorato Grimaldi (?-1537), barone di Boglio, signore della Val di Massa
- Caterina (?-1541), signora di Peyrolles dal 1521 al 1533, sposò il 4 novembre 1502 Matteo Baschi, signore di Saint-Estève (?-1542)[1]
- Battista (?-1515), ambasciatore genovese presso la Serenissima
- Lodovico (?-1512), condottiero
- Costanza (?-1531), sposò Marcantonio Landi dei conti di Val di Taro (?-1527)[3]

## Ascendenza
|                               |   |                          | Genitori |  |  | Nonni |  |  | Bisnonni                  |  |  | Trisnonni                  |  |
|                               |   |                          |          |  |  |       |  |  | Antonio II da Montefeltro |  |  | Federico II da Montefeltro |  |
|                               |   |                          |          |  |  |       |  |  | Antonio II da Montefeltro |  |  | Federico II da Montefeltro |  |
|                               |   | Teodora Gonzaga          |          |  |  |       |  |  | Antonio II da Montefeltro |  |  |                            |  |
| Guidantonio da Montefeltro    |   |                          |          |  |  |       |  |  | Antonio II da Montefeltro |  |  |                            |  |
|                               |   | Agnesina di Vico         | …        |  |  |       |  |  |                           |  |  |                            |  |
|                               |   | Agnesina di Vico         | …        |  |  |       |  |  |                           |  |  |                            |  |
|                               |   | Agnesina di Vico         | …        |  |  |       |  |  |                           |  |  |                            |  |
| Federico da Montefeltro       |   | Agnesina di Vico         |          |  |  |       |  |  |                           |  |  |                            |  |
|                               |   | Guido Paolo Accomanducci | …        |  |  |       |  |  |                           |  |  |                            |  |
|                               |   | Guido Paolo Accomanducci | …        |  |  |       |  |  |                           |  |  |                            |  |
|                               |   | Guido Paolo Accomanducci | …        |  |  |       |  |  |                           |  |  |                            |  |
| Elisabetta degli Accomanducci |   | Guido Paolo Accomanducci |          |  |  |       |  |  |                           |  |  |                            |  |
|                               |   | ?                        | …        |  |  |       |  |  |                           |  |  |                            |  |
|                               |   | ?                        | …        |  |  |       |  |  |                           |  |  |                            |  |
|                               |   | ?                        | …        |  |  |       |  |  |                           |  |  |                            |  |
| Gentile da Montefeltro        |   | ?                        |          |  |  |       |  |  |                           |  |  |                            |  |
|                               | … | …                        |          |  |  |       |  |  |                           |  |  |                            |  |
|                               | … | …                        |          |  |  |       |  |  |                           |  |  |                            |  |
|                               | … | …                        |          |  |  |       |  |  |                           |  |  |                            |  |
| …                             | … |                          |          |  |  |       |  |  |                           |  |  |                            |  |
|                               |   | …                        | …        |  |  |       |  |  |                           |  |  |                            |  |
|                               |   | …                        | …        |  |  |       |  |  |                           |  |  |                            |  |
|                               |   | …                        | …        |  |  |       |  |  |                           |  |  |                            |  |
| …                             |   | …                        |          |  |  |       |  |  |                           |  |  |                            |  |
|                               |   | …                        | …        |  |  |       |  |  |                           |  |  |                            |  |
|                               |   | …                        | …        |  |  |       |  |  |                           |  |  |                            |  |
|                               |   | …                        | …        |  |  |       |  |  |                           |  |  |                            |  |
| …                             |   | …                        |          |  |  |       |  |  |                           |  |  |                            |  |
|                               |   | …                        | …        |  |  |       |  |  |                           |  |  |                            |  |
|                               |   | …                        | …        |  |  |       |  |  |                           |  |  |                            |  |
|                               |   | …                        | …        |  |  |       |  |  |                           |  |  |                            |  |
|                               |   | …                        |          |  |  |       |  |  |                           |  |  |                            |  |